# Mittenothamnium plinthophilum
Mittenothamnium plinthophilum är en bladmossart som beskrevs av Jules Cardot 1913. Mittenothamnium plinthophilum ingår i släktet Mittenothamnium och familjen Hypnaceae. Inga underarter finns listade i Catalogue of Life.